# Seznam prezidentů Indie

Vlajka indického prezidenta
Poměr stran: 11:16

Prezident Indie je hlavou státu Indie a vrchním velitelem jejích ozbrojených sil. Prezident bývá volen sborem volitelů složených ze členů obou komor parlamentu a zákonodárné sbory všech 28 indických států. Pravomoce jsou více méně formální. Jmenuje premiéra, vládu, všech 26 soudců Nejvyššího soudu, je však vázán doporučením premiéra. Funkční období indického prezidenta je pět let bez možnosti znovuzvolení.
Viceprezident Indie je volen stejným způsoben jako prezident. Funkční období je pětileté bez možnosti znovu zvolení a nekryje se s prezidentským funkčním obdobím. Podle Ústavy je předsedou horní komory ex officio.

## Seznam
| Prezident                | Funkční období                        | Poznámky                                    | Viceprezident                      |
| ------------------------ | ------------------------------------- | ------------------------------------------- | ---------------------------------- |
| Rádžéndra Prasád         | 26. leden 1950 – 13. květen 1962      | -                                           | Sarvepalli Rádhakrišnan            |
| Sarvepalli Rádhakrišnan  | 13. květen 1962 – 13. květen 1967     | -                                           | Zákir Husain                       |
| Zákir Husain             | 13. květen 1967 – 3. květen 1969 †    | -                                           | Varáhagiri Vénkata Giri            |
| Varáhagiri Vénkata Giri  | 3. květen 1969 – 20. červenec 1969    | Prozatímní                                  | -                                  |
| Muhammad Hidájatulláh    | 20. červenec 1969 – 24. srpen 1969    | Prozatímní, t. č. předseda Nejvyššího soudu | -                                  |
| Varáhagiri Vénkata Giri  | 24. srpen 1969 – 24. srpen 1974       | -                                           | Gopal Swarup Pathak                |
| Fachruddín Alí Ahmad     | 24. srpen 1974 – 11. únor 1977 †      | -                                           | -                                  |
| Basappa Danappa Džátti   | 11. únor 1977 – 25. červenec 1977     | Prozatímní                                  | -                                  |
| Nílam Saňdžíva Reddi     | 25. červenec 1977 – 25. červenec 1982 | -                                           | Muhammad Hidájatulláh              |
| Gjáni Zail Singh         | 25. červenec 1982 – 25. červenec 1987 | -                                           | Rámasvámi Vénkataráman             |
| Rámasvámi Vénkataráman   | 25. červenec 1987 – 25. červenec 1992 | -                                           | Šankar Dajál Šarma                 |
| Šánkar Dajál Šarma       | 25. červenec 1992 – 25. červenec 1997 | -                                           | Kóččeril Ráman Nárájanan           |
| Kóččeril Ráman Nárájanan | 25. červenec 1997 – 25. červenec 2002 | -                                           | Krišan Kant                        |
| Abdul Kalám              | 25. červenec 2002 – 25. červenec 2007 | -                                           | Krišan Kant Bhairón Singh Šekhawat |
| Pratibha Pátilová        | 25. červenec 2007 – 25. červenec 2012 | -                                           | Mohammad Hamid Ansari              |
| Pranab Mukherdží         | 25. červenec 2012 – 25. červenec 2017 | -                                           | Mohammad Hamid Ansari              |
| Rám Náth Kóvind          | 25. červenec 2017 – 25. července 2022 | -                                           | Hamid Ansari M. Venkaiah Naidu     |
| Draupadí Murmúová        | od 25. července 2022                  | -                                           | Venkaiah NaiduJagdeep Dhankhar     |